# Juba I.

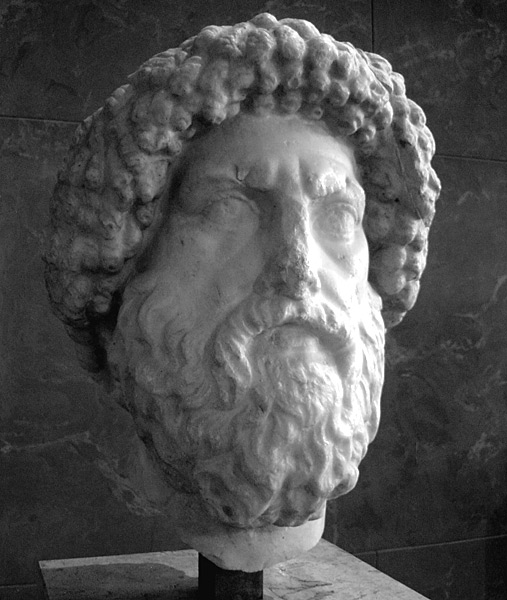
Juba I.

Juba I. († 46 v. Chr. bei Cirta) war ein König von Numidien.
Juba war ein Sohn des Hiempsal II. und regierte um 60 v. Chr. bis 46 v. Chr. das Königreich Numidien in Nordafrika, das sich unter der Vorherrschaft von Rom befand. Bei Ausbruch des römischen Bürgerkriegs zwischen Gaius Iulius Caesar und Gnaeus Pompeius Magnus verbündete sich Juba mit Pompeius. Er vernichtete im Juni 49 v. Chr. (nach dem Julianischen Kalender) das Heer des für Caesar kämpfenden und in Afrika gelandeten Gaius Scribonius Curio. Drei Jahre später wurde er allerdings mit den Anhängern des inzwischen ermordeten Pompeius von Caesar in der Schlacht bei Thapsus (7. Februar 46 v. Chr. julianisch = 6. April 46 v. Chr. vorjulianisch) schwer geschlagen. Juba floh zurück in sein Reich, jedoch verweigerten ihm seine eigenen Untertanen den Einlass in die Hauptstadt Cirta. In auswegloser Situation vereinbarte der glücklose König mit seinem Begleiter Marcus Petreius einen Zweikampf, in dem beide den Tod suchten. Der Legat des Pompeius erwies sich als der Stärkere und tötete Juba, um sich anschließend mit Hilfe eines Sklaven selbst zu entleiben.
Teile Numidiens kamen danach an Mauretanien und an Publius Sittius, der Rest wurde in die römischen Provinz Africa nova umgewandelt. Juba II., der Sohn Jubas I., wurde in Rom erzogen und später Herrscher im Königreich Mauretanien.